# Karlskoga bergslag
Karlskoga bergslag är dels en beteckning för ett historiskt bergslag som täckte Karlskoga socken och Bjurtjärns socken, dels en sentida beteckning på regionen. Bergslaget gav namn åt den civila jurisdiktionen, Karlskoga bergslags härad.
Det finns olika teorier när bergsbruket i Karlskoga inleddes. Området kallades tidigare Bodaskogen, och enligt somliga var det hertig Karl som satte igång bergsbruket där, varefter orten sedan uppkallades efter denne. Bergsbruket, med hyttor och järnverk, var emellertid etablerat när Bergskollegium bildades 1637.
Drottning Kristinas förmyndarregering utfärdade de första bergsprivilegierna, år 1650. Tidigare privilegier av olika slag benämner inte invånarna som bergsmän, vilket först finns i bergsprivilegierna år 1650. Före bergsmännen finns historiska källor som omtalar bönder i trakten. Karlskoga hörde då till Nora bergslag.
1638 byggdes Karlskogas första masugn vid Åsjöhyttan. Tillgången på egen malm var liten, och bergslaget blev i stället en utpräglad bruksbygd med hammarsmedjor samt gjuterier. Det första järnverket uppfördes i Björkeborn av Martin Drost 1639. Samme man uppförde Bofors 1646. Andra kända entreprenörer i bergslaget är släkten Ysing (Vahlåsen), Georg Camitz (Degerforsverket) och Johan De Besche (Kortforsverket). Bergslaget hade ett drygt tiotal hyttor vilka ägdes av direktörer som Luthman, och vilka vid sidan av malm från de egna trakterna nedsmälte malm från Persbergs gruvor som hörde till Filipstads bergslag och Dalkarlsbergs gruvor i Nora bergslag där Karlskogas bergslag ägde andelar.
Administrativt tillhörde Karlskoga bergslag Nora, och den förste bergmästaren, som insattes på sitt ämbete 1637, var således Sten Andersson. År 1656 bröts Värmland ur Femte bergmästardömet, och bildade Sjätte bergmästardömet tillsammans med Dalsland och Bohuslän med Erik Johansson som den förste egna bergmästaren. När Bergskollegium las ner 1857 bildade bergmästardömet Sjunde distriktet under Filipstad som 1875 bytte namn till Femte eller Västra distriktet. 1937 uppgick distriktet i Västra distriktet, Nora.